# Brian Raats
Brian Raats (* 17. Januar 2004) ist ein südafrikanischer Leichtathlet, der sich auf den Hochsprung spezialisiert hat und der in dieser Disziplin 2024 in Douala Afrikameister wurde.

## Sportliche Laufbahn
Erste internationale Erfahrungen sammelte Brian Raats im Jahr 2021, als er bei den U20-Weltmeisterschaften in Nairobi mit übersprungenen 2,14 m den fünften Platz belegte. Im Jahr darauf gelangte er bei den Afrikameisterschaften in Douala mit 2,10 m ebenfalls auf Rang zehn, ehe er bei den U20-Weltmeisterschaften in Cali mit derselben Höhe die Silbermedaille gewann. 2023 siegte er mit 2,15 m bei den U20-Afrikameisterschaften in Ndola und wurde dann bei den World University Games in Chengdu mit 2,10 m Zwölfter. Im Jahr darauf siegte er mit 2,18 m bei den Afrikameisterschaften in Douala. Anschließend gelangte er bei den Olympischen Sommerspielen in Paris mit 2,17 m im Finale auf Rang zwölf.
2024 wurde Raats südafrikanischer Meister im Hochsprung.